# Denneberg (Gemeinde St. Georgen)
Denneberg ist eine Ortschaft und Rotte in der Marktgemeinde St. Georgen an der Gusen in Oberösterreich, in der ungefähr 36 Personen (Stand: 2001) leben.

## Geographische Lage
Denneberg liegt im Norden des Gemeindegebiets von St. Georgen an der Gusen und grenzt im Westen an die Rotte Zottmann.
Nordöstlich befindet sich die Rotte der Gemeinde St. Georgen Schörgendorf und westlich die Rotte Knierübl der Nachbargemeinde Luftenberg an der Donau. Im Osten von Denneberg liegt der Ortsteil Lungitz der Nachbargemeinde Katsdorf.